# Remmius badius
Remmius badius är en spindelart som beskrevs av Roewer 1961. Remmius badius ingår i släktet Remmius och familjen jättekrabbspindlar.
Artens utbredningsområde är Senegal. Inga underarter finns listade i Catalogue of Life.